# Didrik Tønseth
ne doit pas être confondu avec le diplomate norvégien Didrik Tønseth (no)
Didrik Tønseth, né le 10 mai 1991, est un fondeur norvégien. Il est spécialiste des épreuves de distance, auxquelles il participe principalement en Coupe du monde. Il remporte le relais des Jeux olympiques d'hiver de 2018 à Pyeongchang et deux titres de champion du monde, toujours en relais, en 2015 à Falun et 2017 à Lahti. Il remporte aussi le Nordic Opening lors de la saison 2018-2019.

## Biographie
Membre du club Byåsen IL, Didrik Tønseth a rapidement obtenu de bons résultats en juniors avec notamment deux médailles au Festival olympique de la jeunesse européenne en 2009 (argent au 7,5 kilomètres classique et bronze au dix kilomètres libre) et une médaille d'or aux mondiaux junior en 2010 avec le relais. Début 2012, il fait ses débuts en Coupe du monde à Otepää lors du quinze kilomètres et prend la 17e place. L'année suivante, il se révèle à l'occasion du quinze kilomètres classique de La Clusaz qu'il finit en tant que meilleur norvégien à la 4e place. Le lendemain, il obtient sa première victoire au sein du relais norvégien.
Il accède à son premier podium en Coupe du monde le 7 décembre 2013, lors du quinze kilomètres classique de Lillehammer gagné par son compatriote Pål Golberg. Quelques semaines plus tard, il boucle sa première course par étapes, le Tour de ski à la dixième position.
Lors du Nordic Opening en décembre 2014, il se classe cinquième après une remontée dans la dernière étape, un quinze kilomètres classique dont il réalise le meilleur chrono. Il finit aussi deuxième du quinze kilomètres classique de Davos derrière Martin Johnsrud Sundby, qui sera disqualifié deux ans plus tard, attribuant à Tønseth sa première victoire à ce niveau. Il est ensuite sélectionné pour ses premiers Championnats du monde à Falun où il termine quatrième du skiathlon, battu de peu pour le bronze par Alex Harvey, huitième du cinquante kilomètres et devient champion du monde avec le relais (Niklas Dyrhaug, Anders Gløersen et Petter Northug).
Aux Championnats du monde 2017, il est de nouveau champion du monde de relais et eat cinquième du quinze kilomètres classique et sixième du skiathlon. Même s'il monte sur un seul podium sur une étape du Tour de ski cet hiver en Coupe du monde, il devient champion de Norvège du quinze kilomètres classique. En raison de résultats similaires la saison suivante (16e de la Coupe du monde), il prend part seulement au relais aux Jeux olympiques de Pyeongchang, où il remporte le titre avec Martin Johnsrud Sundby, Simen Hegstad Krüger et Johannes Høsflot Klæbo.
En fin d'année 2018, il remporte le Nordic Opening, mini-tour disputé sous le nom de Lillehammer Triple lors de cette saison 2018-2019 à Lillehammer, en battant son compatriote Sjur Røthe sur le final, pour gagner sa première course par étapes (aussi son premier podium). Il continue à obtenir des résultats importants tout au cours de la saison, témoignant ses quatre troisièmes places dans des courses sur quinze kilomètres à Otepää, Ulricehamn, Falun et Québec. Même sevré de victoire, il fait son entrée à la cinquième place du classement général de la Coupe du monde, son meilleur jusqu'ici. Cinquième est aussi sa place au quinze kilomètres classique des Championnats du monde à Seefeld.
En décembre 2019, il participe aux championnats d'Europe de cross-country 2019 et obtient une place honorable en terminant 25e de la course seniors hommes.

## Palmarès

### Jeux olympiques d'hiver
| Épreuve / Édition   | Sprint                           | Sprint    | 15 km | 15 km                            | Skiathlon 2 × 15 km | 50 km | Relais | Relais                         |
| Épreuve / Édition   | libre                            | classique | libre | classique                        | Skiathlon 2 × 15 km | 50 km | Sprint | 4 × 10 km                      |
| JO 2018 Pyeongchang | Épreuve inexistante à cette date | —         | —     | Épreuve inexistante à cette date | —                   | -     | —      | Médaille d'or, Jeux olympiques |

Légende :
- : première place, médaille d'or
- : pas d'épreuve
- — : Non disputée par Tønseth

### Championnats du monde
| Épreuve / Édition     | Sprint                           | Sprint                           | 15 km                            | 15 km                            | Skiathlon 2 × 15 km | 50 km | Relais | Relais               |
| Épreuve / Édition     | libre                            | classique                        | libre                            | classique                        | Skiathlon 2 × 15 km | 50 km | Sprint | 4 × 10 km            |
| Mondiaux 2015 Falun   | Épreuve inexistante à cette date | —                                | —                                | Épreuve inexistante à cette date | 4e                  | 8e    | —      | Médaille d'or, monde |
| Mondiaux 2017 Lahti   | —                                | Épreuve inexistante à cette date | Épreuve inexistante à cette date | 5e                               | 6e                  | -     | —      | Médaille d'or, monde |
| Mondiaux 2019 Seefeld | —                                | Épreuve inexistante à cette date | Épreuve inexistante à cette date | 5e                               | -                   | -     | —      | -                    |

Légende :
- : première place, médaille d'or
- : pas d'épreuve
- — : Non disputée par Tønseth

### Coupe du monde
- Meilleur classement général : 5e en 2019.
- 21 podiums : 
  - 13 podiums en épreuve individuelle : 3 victoires, 2 deuxièmes places et 8 troisièmes places.
  - 8 podiums en épreuve par équipes : 2 victoires et 6 troisièmes places.
  - 1 podium en épreuve par équipes mixte : 1 troisième place.

#### Courses par étapes
- Nordic Opening : 3 podiums d'étape, dont 1 victoire.
- Tour de ski : 3 podiums d'étape.
- Finales : 1 podium d'étape.

Palmarès à l'issue de la saison 2018-2019

#### Détail des victoires individuelles
| Épreuve / Édition | Sprint | Sprint    | 15 km | 15 km     | Skiathlon 2 × 15 km | 30 km | 30 km     | 50 km | Tour de ski ou Finales ou Nordic Opening |
| Épreuve / Édition | libre  | classique | libre | classique | Skiathlon 2 × 15 km | libre | classique | 50 km | Tour de ski ou Finales ou Nordic Opening |
| 2014-2015         |        |           |       | Davos     |                     |       |           |       |                                          |
| 2018-2019         |        |           |       |           |                     |       |           |       | Nordic Opening                           |
| 2021-2022         |        |           | Falun |           |                     |       |           |       |                                          |

Il remporte une étape du Nordic Opening en décembre 2014 à Lillehammer, la poursuite sur quinze kilomètres en style classique (gagne au temps).

#### Classements détaillés
| Saison / Épreuve | Général | Général | Distance | Distance | Sprint | Sprint | Tour de ski depuis 2007 | Finales depuis 2008              | Nordic Opening depuis 2011 |
| ---------------- | ------- | ------- | -------- | -------- | ------ | ------ | ----------------------- | -------------------------------- | -------------------------- |
| Saison / Épreuve | Place   | Points  | Place    | Points   | Place  | Points | Tour de ski depuis 2007 | Finales depuis 2008              | Nordic Opening depuis 2011 |
| 2012             | 133e    | 14      | 83e      | 14       | -      | -      | -                       | -                                | -                          |
| 2013             | 80e     | 50      | 51e      | 50       | -      | -      | -                       | -                                | -                          |
| 2014             | 29e     | 255     | 26e      | 136      | 100e   | 3      | 10e                     | 25e                              | -                          |
| 2015             | 21e     | 323     | 17e      | 233      | -      | -      | -                       | Épreuve inexistante à cette date | 5e                         |
| 2016             | 9e      | 871     | 6e       | 604      | 46e    | 43     | 7e                      | Abandon                          | 6e                         |
| 2017             | 18e     | 476     | 12e      | 333      | 93e    | 3      | 12e                     | 10e                              |                            |
| 2018             | 16e     | 453     | 12e      | 295      | -      | -      | 17e                     | 16e                              | 7e                         |
| 2019             | 5e      | 867     | 5e       | 486      | 55e    | 21     | 11e                     | 8e                               | 1er                        |
| 2020             | 31e     | 250     | 21e      | 178      | -      | -      | Abandon                 | -                                | 7e                         |
| 2021             | 100e    | 16      | 80e      | 8        | -      | -      | -                       | Épreuve inexistante à cette date | 27e                        |

### Championnats du monde junior
| Épreuve / Édition          | 10 km classique | 10 km libre | Poursuite 2 × 10km | Relais        |
| -------------------------- | --------------- | ----------- | ------------------ | ------------- |
| Mondiaux 2010 Hinterzarten | 41e             |             | 10e                | Médaille d'or |
| Mondiaux 2011 Otepää       |                 | 8e          | Abandon            |               |

### Festival olympique de la jeunesse européenne
- Szczyrk 2009 :
- Médaille d'argent sur 7,5 km classique.
- Médaille de bronze sur 10 km libre.

### Coupe de Scandinavie
- 4e du classement général en 2012.
- 6 podiums.

### Championnats de Norvège
- Il est champion du quinze kilomètres classique en 2017.